# Elisabetta Contarini Mosconi
Elisabetta Contarini Mosconi (Verona, 1752 – 17 maggio 1807) è stata una scrittrice italiana.

## Biografia
La sua attività si colloca all'interno del più ampio panorama culturale femminile che la Repubblica di Venezia visse in quegli anni: insieme a Silvia Curtoni Verza infatti ospitò uno dei salotti letterari più importanti di Verona. Assieme ai più importanti letterati veronesi fu allieva di Girolamo Pompei. Delle sue opere ci è giunto solo un discreto numero di poesie, compensato però da una vasta corrispondenza intrattenuta con diversi intellettuali tra cui Saverio Bettinelli, Ippolito Pindemonte, Giovanni Cristofano Amaduzzi, Clementino Vannetti, la già citata Curtoni Verza, Paolina Secco Suardo e con sua figlia Lauretta, nata da una relazione extraconiugale con il poeta Aurelio de' Giorgi Bertola di cui Contarini Mosconi ebbe tanta stima al punto di soprannominare la figlia da lui avuta "la prediletta". Le sue lettere mostrano la sua vena emotiva nel descrivere la sua vita e i rapporti con le sue amicizie ed i suoi amanti. In esse si riscontrano i temi tipici dell'epoca come le Eroidi di Ovidio, le cosiddette "lacrimose" e la letteratura amorosa di Laurence Sterne.
Sposò il conte Giacomo Mosconi de Fugardi. Alla sua morte sopraggiunta nel 1807 l'amico Ippolito Pindemonte le dedicò una lirica all'interno dei suoi Sepolcri. Altra sua figlia fu Clarina Mosconi, intellettuale tra la cui cerchia di amicizie vi fu Vincenzo Monti.